# Sonate d'église no 14 de Mozart

La Sonate d'église no 14 en do majeur, K. 278/271e est une sonate d'église en un seul mouvement composée par Wolfgang Amadeus Mozart entre mars et avril 1777 à Salzbourg. Elle était destinée à être utilisée par le Prince-archevêque de Salzbourg, Hieronymus von Colloredo au service de qui travaillait Mozart depuis 1772.

## Caractéristiques
L'œuvre est écrite en do majeur. La mesure est marquée , et le tempo indiqué est Allegro. L'œuvre comporte 123 mesures et ne possède pas de reprises.
Elle est écrite pour deux hautbois, deux trompettes en do (clarines), deux violons, un violoncelle, deux timbales (en do et sol), un orgue et des basses. C'est la première sonate d'église de Mozart qui possède une telle instrumentation.